# Felsőfernezely
Felsőfernezely (románul: Firiza) falu Romániában, Máramaros megyében.

## Fekvése
Máramaros megye nyugati részén, Nagybányától 12 km-re északra fekvő település. A Gutin-hegységben, a Gutin és a Kőhát közötti völgyben található. Áthalad rajta a Firiza patak.

## Története
Felsőfernezelyt 1329-ben Károly Róbert király adományozta Nagybánya városának, s Nagybányáé volt még a 20. század elején is.
A fernezelyi völgyben már régóta bányászat folyt. Az 1900-as évek elején a völgy északi részében levő Francziska bánya Nagybánya tulajdona volt. Az 1800-as években számos zúzó és kohó dolgozott itt. A község a völgyben hosszan volt építve, lakosai valamennyien szénégetők és bányamunkások voltak. A település határa terméketlen, de vadregényes.
A trianoni békeszerződésig Szatmár vármegye Nagybányai járásához tartozott.

## Turizmus
Környékén több szép, figyelemre érdemes hely található: Kecskekő, Roszai-völgy, Bódító, mely hatalmas vízgyűjtő medence, a Szturi-völgyben gyönyörű vízesések találhatók, 5-8-10-15 méteres eséssel, a Holmi-kőszikla, mely 1 089 méter magas, cukorsüveg formájú. Itt található Demeter-mező is, mely hatalmas havasi rét a máramarosi határon, és a Pleska-hegy, mely 1291 méter magasságú. A falu határában volt Blidár falu, Nagybánya város telepe volt. A közelben található szép helyek még Feketepatak- és az Izora-völgy is.

## Nevezetességek
- Görögkatolikus templom 1824-ben épült.
- Felsőfernezelyi víztározó a falutól délre

## Híres emberek
- Itt született 1931. május 23-án Lucian Mureșan bíboros, a görögkatolikus fogarasi és gyulafehérvári főegyházmegye püspöke, a román görögkatolikus egyház elöljárója.